# Hendricus Gerardus van de Sande Bakhuyzen
Hendricus Gerardus van de Sande Bakhuyzen (ur. 2 kwietnia 1838 w Hadze, zm. 8 stycznia 1923 w Leiden) – holenderski astronom. 

## Życiorys
W latach 1864–1867 pracował jako nauczyciel akademicki i napisał popularny podręcznik mechaniki. W 1867 został profesorem na Uniwersytecie Technicznymw Delfcie. Po śmierci Frederika Kaisera w 1872 roku został dyrektorem obserwatorium w Leiden; na emeryturę przeszedł w 1908. 
Bakhuyzen pracował głównie nad obserwacją planetoid, ale udowodnił także związek pomiędzy deszczem meteorów Andromedydy, pojawiającym się 27 listopada a kometą Bieli. Pracował również nad geodezją. Opracował i wydał szkice Marsa autorstwa Johanna Hieronymusa Schrötera. Był członkiem Królewskiej Holenderskiej Akademii Sztuk i Nauk. 
Jego nazwiskiem został nazwany krater Bakhuysen na Marsie.